# Wielki Projekt
Wielki Projekt (ang. The Grand Design) – popularnonaukowa książka Stephena Hawkinga i Leonarda Mlodinowa wydana w 2010 w Nowym Jorku w wydawnictwie Bantam Books.
Jest to druga ich wspólna książka, po Jeszcze krótszej historii czasu. Autorzy wskazują, że być może nie uda się stworzyć teorii unifikującej oddziaływania podstawowe i przedstawiają historię rozwoju wiedzy o wszechświecie oraz M-teorię. Wywołała sensację z powodu stwierdzenia, iż przywoływanie boga nie jest konieczne, by wyjaśnić pochodzenie wszechświata, a Wielki Wybuch był wyłącznie efektem działania praw fizyki. Odpowiadając na krytykę wywołaną tym stwierdzeniem Hawking powiedział: „Nie da się udowodnić, że boga nie ma, ale nauka uczyniła go niepotrzebnym”.

## Treść
Autorzy wskazują, że jednolita teoria pola prawdopodobnie nie powstanie. Od czasów Einsteina próbowano skonstruować teorię przedstawiającą trójwymiarowy wszechświat z dodatkowym wymiarem w postaci czasu. Ale model wszechświata uległ znacznym zmianom, obecnie proponowana teoria strun zakłada, że wszechświat ma 10 lub 11 wymiarów.
Książka zawiera przegląd historii rozwoju koncepcji filozoficznych i naukowych dotyczących wszechświata. Zaczyna od jońskiej filozofii przyrody, która zakładała, że natura rządzona jest przez prawa, a nie przez wolę bogów. Później przechodzi do Kopernika, który odkrywając, iż Ziemia nie jest środkiem wszechświata, zakończył tradycję ptolemejską i otworzył możliwość naukowego badania kosmosu. Autorzy językiem łatwym do zrozumienia dla laików opisują teorię mechaniki kwantowej, używając jako przykładu ruch elektronu. Później wyjaśniają, jak teorie mechaniki kwantowej i względności pomagają nam zrozumieć, jak wszechświat mógł powstać z niczego. I w taki sam sposób, jak Ziemia jest tylko jedną z planet Układu Słonecznego, a galaktyka, w której się nasz układ słoneczny znajduje – Mleczna Droga – jest tylko jedną z wielu galaktyk, zgodnie z M-teorią i nasz wszechświat może być tylko jednym z wielu wszechświatów. W konkluzji wyjaśniają, że tylko niektóre z tych wszechświatów mogą umożliwiać powstanie i rozwój życia. Nasz jest jednym z nich, zgodnie z zasadą antropiczną.

## Kontrowersje
Jeszcze przed jej wydaniem sensację wywołał opublikowany w The Times fragment mówiący, iż przywoływanie Boga nie jest potrzebne, by wyjaśnić powstanie wszechświata, które wynika z praw fizyki:

Ponieważ istnieją takie prawa jak grawitacja, wszechświat dlatego, że może to zrobić, stworzy się sam z niczego. Spontaniczne stworzenie jest przyczyną, dla której istnieje raczej coś niż nic, wyjaśnia istnienie wszechświata. Nie jest konieczne przywoływanie Boga, by zapalić lont i wprawić wszechświat w ruch.

Naczelny Rabin Kongregacji Hebrajskich Commonwealthu Jonathan Sacks, Arcybiskup Canterbury, najwyższy duchowny Kościoła Anglikańskiego dr. Rowan Williams, Arcybiskup Westminsteru Vincent Nichols – przywódca kościoła rzymskokatolickiego Anglii i Walii oraz imam Ibrahim Mogra, przewodniczący Muslim Council of Britain skrytykowali przedstawione fragmenty książki. Na przykład Ks. prof. Michał Heller polemizuje z Hawkingiem i Mlodinowem twierdząc, że ich wyjaśnienie nie tłumaczy, skąd się wzięły prawa fizyki. Biskup sufragan, dr. Lee Rayfield powiedział: „nauka nigdy nie dowiedzie nieistnienia Boga, tak samo jak nigdy nie dowiedzie jego istnienia”. Ksiądz anglikański, teolog i psycholog z Cambridge, wielebny dr Fraser N. Watts powiedział: „Bóg stworzyciel zapewnia rozsądne i wiarygodne wyjaśnienie istnienia wszechświata, i [...] jest bardziej prawdopodobne, że istnieje Bóg, niż że nie istnieje. Stwierdzenia Hawkinga tego nie podważają”.
Baronessa Greenfield, była szefowa Royal Institution, w wywiadzie dla BBC Radio 4 Today powiedziała, że czuje się nieswojo, widząc jak naukowcy na podobieństwo Talibów zakładają, że mają odpowiedzi na wszystkie pytania i nie sądzi, by służyło to nauce. Później za to porównanie przeprosiła.
Leonard Mlodinow 9 września wystąpił w programie telewizji MSNBC „Countdown with Keith Olbermann” i w wywiadzie z Keithem Olbermannem wyjaśnił, że wbrew prasowym doniesieniom, razem z Hawkingiem nie twierdzą wcale, iż wiedzą wszystko. Książka, którą napisali odpowiada na dwa podstawowe pytania: skąd się wziął wszechświat i dlaczego jest rządzony takimi, a nie innymi prawami natury. Znajdując naukowe odpowiedzi na te pytania doszli do wniosku, że bóg nie jest potrzebny, by na nie odpowiedzieć. Nie twierdzą, że nie ma boga, że dowiedli, że go nie ma, lub że nie powinno się w niego wierzyć. Nie napisali nawet, że bóg nie stworzył wszechświata. Napisali tylko, że bóg nie jest potrzebny, by na te pytania odpowiedzieć.

## Odbiór
Richard Dawkins z satysfakcją przyjął stwierdzenie Hawkinga i powiedział, że „Darwinizm wyrzucił boga z biologii, ale stanowisko fizyki pozostało niepewne. Hawking obecnie zadaje cios łaski”.
Dwight Garner z The New York Times napisał krytyczną recenzję: „W przypadku »The Grand Design« istotne jest nie to, że Hawking wyrzucił boga, co nie powinno dziwić nikogo znającego bliżej jego prace, ale to jak bardzo ta książka jest rozczarowująco pusta i nieelegancka. Oszczędny i poważny głos użyty z takim wdziękiem w »Krótkiej historii czasu« został zamieniony przez ton na przemian protekcjonalny – stosowny raczej wobec małych dzieci – i niezgłębiony”.
Piszący dla Los Angeles Times, Michael Moorcock chwalił autorów, pisząc: „ich argumenty rzeczywiście przybliżają nas do ujrzenia naszego świata, wszechświata i wielu wszechświatów w kategoriach, które kiedyś mogłyby zostać odrzucone jako nadnaturalne. Ta zwięzła, przystępna książka mogłaby zawierać mniej suchych naukowych stwierdzeń, ale Hawking i Mlodinow przedstawili w niej bogactwo idei i umożliwili nam lepsze zrozumienie nowoczesnej fizyki w całej jej ożywczej złożoności”.
Paul Davies w The Guardian napisał: „Koncepcja wielości wszechświatów składa się z wielu koncepcji, przede wszystkim takiej, że czas i przestrzeń zawiera te wszystkie wybuchy, tworzący wszechświaty mechanizm i różnego rodzaju oddziaływania, które je wypełniają materią. Kosmolodzy zajmując się tymi koncepcjami zakładają istnienie nadrzędnych praw, obowiązujących w całym multiwersum, z których wynikają prawa poszczególnych wszechświatów. Te nadrzędne prawa – meta-prawa – same w sobie pozostają niewyjaśnione: wieczne, niezmienne, transcendentalne byty, które po prostu istnieją i muszą być przyjęte jako takie. W ten sposób meta-prawa multiwersum uzyskują podobny status do niewyjaśnionego, transcendentalnego boga [...] Nie ma istotnej potrzeby przywoływania nadnaturalnej istoty lub pierwszego poruszyciela, który zaczął istnienie naszego wszechświata, ale kiedy przychodzi do wyjaśnienia praw wyjaśniających wielki wybuch, jesteśmy wciąż w mętnych wodach”.
Craig Callender z New Scientist nie jest przekonany do teorii przedstawionej w książce. „M-teoria [...] jest niekompletna. Ale nie powstrzymuje to autorów od zapewnienia, że wyjaśnia tajemnicę naszego istnienia [...] Z braku teorii, jednak, jest to nic więcej jak tylko przeczucie, niesprawdzone aż do momentu, kiedy zaczniemy obserwować powstające wszechświaty. Rzecz nie w dylemacie pomiędzy Bogiem a wielością wszechświatów, ale w tym, że nie powinniśmy ulegać pochopnym wnioskom”.
Dr. Marcelo Gleiser w artykule 'Hawking And God: An Intimate Relationship' twierdzi, że „zadowolenie z ostatecznej teorii jest sprzeczne z zasadniczą esencja fizyki. Nauki empiryczne są oparte na stopniowym zbieraniu danych. Ponieważ nie mamy instrumentów zdolnych do pomiarów całości natury, nie możemy być pewni, że mamy teorię ostateczną. Zawsze będzie, jak to wielokrotnie pokazywała historia fizyki, miejsce na niespodzianki. Wyobrażanie sobie, że my, ludzie możemy osiągnąć taką rzecz wydaje mi się pretensjonalne [...] Może Hawking powinien zostawić Boga w spokoju”.

## Publikacje
Wydana w USA 7 września już kilka dni później stała się bestsellerem numer 1 na Amazon.com. 9 września została wydana w Wielkiej Brytanii i jeszcze tego dnia stała się bestsellerem numer 2 w brytyjskiej wersji serwisu.